# SPIRIT (PAMELAHのアルバム)
『SPIRIT』(スピリット)は、PAMELAHの3枚目のアルバム。

## 概要
前作『Pure』から約半年という短いスパンで発売された、 PAMELAHの3rdアルバム。推定売上枚数19万枚。
タイトルの由来について水原は、「普段の生活の中でも、あと詞を書く時の姿勢としても、いつも自分の心に正直にっていうのを心がけているんですよ。そういう意味で『SPIRIT』っていう風につけました」と語っている。
小澤は当初からアルバム2枚目までがPAMELAHの第一段階と考えており、本作はセカンドステップという位置づけで新たな試みがなされていて、いままでにない曲調があったり、ドラムサウンドなどもこれまでと違う音源を使っている。アレンジ的にも『Pure』の頃に比べると音数はかなり少なくなっており、「音を重ねていくだけが能じゃない。入れるかっこよさもあるけれど、抜くかっこよさもありますからね」と小澤は語っている。
水原は今作の詞について、「先行シングルの2曲では前向きな生き方を書いたけど、今作では生き方だけじゃなく恋愛に対しても前向きな気持ちがより前面に出ているかな」と語っている。

## 収録曲
1. EVERYTHING　（3:24）
ビデオクリップが制作されており、アルバムのテレビコマーシャルや「NO.」などで放送された。
2. 恋のルール　(3:10)
3. 掠奪　(3:34)
読みは「りゃくだつ」。
これまでにない歌詞になっていることについて水原は、「（小澤のデモの段階で）珍しくラテン系のアレンジだったので、じゃあ、私も今までにないものを書いてみようかな、ちょっと大人っぽくしようかなと」と語っている。
4. 涙　(3:28)
6thシングル
5. ずるいよ　(4:08)
6. 忘れられない人　(3:57)
7. SPIRIT　(3:43)
7thシングル　
水原はこの曲の作詞作業で、頭に真っ先に「魂を売ることはやめて」というフレーズが浮かんで、そこから生まれたのが『SPIRIT』というタイトル。「自分の心に素直に生きよう、もっと自分のことを好きになろう」がこの曲のテーマ。
8. BABY CAT　(3:31)
9. Nervous Break Down ～re-mix～　(3:24)
「BLIND LOVE」のc/w曲のリミックスバージョン
10. あいつ　(4:10)
ビデオクリップが制作されており、アルバムのテレビコマーシャルや「NO.」などで放送された。
11. PRAYER　(3:42)

　
全作詞：水原由貴　全作曲・編曲：小澤正澄